# Michał Jelonek
Michał Jelonek (ur. 30 maja 1971 w Kielcach) – polski muzyk, kompozytor i multiinstrumentalista, znany głównie jako skrzypek. Członek zespołów Hunter i Orkiestra Dni Naszych. Były członek kieleckiej grupy Ankh. Nagrał płyty zawierające muzykę poważną, pop, folk, rock, metal, hard rock.
Autor muzyki do reklam, m.in. Funduszu Emerytalnego Skarbiec. Nagrał kinową czołówkę dla filmów BestFilm oraz Monolight, oraz muzykę do filmu Na jelenie Renaty Borowczak.
Laureat licznych konkursów i festiwali, m.in. Złotego Bączka, czy Jarocin 93. Najlepszy instrumentalista polski według magazynu Tylko Rock (1993), „Rock 94” Siedlce. Rekordzista wśród laureatów Złotego Bączka – statuetki przyznawanej za najlepszy koncert odbywający się podczas Przystanku Woodstock. Nagrodę zdobył czterokrotnie: w latach 1995 i 1996 jako członek zespołu Ankh, w 2004 roku (wspólnie z zespołem Hunter) oraz, solowo, w roku 2010.

## Życiorys
W 1990 obronił dyplom w klasie skrzypiec Andrzeja Zuzańskiego w Państwowej Szkole Muzycznej II st. im. Ludomira Różyckiego w Kielcach. Podsumowaniem tego był koncert skrzypcowy D-dur Ludwiga van Beethovena wraz z Orkiestrą Symfoniczną Filharmonii Kieleckiej. Od tego czasu aż do 1993 roku współpracował z tą orkiestrą, z Orkiestrą Kameralną Filharmonii Kieleckiej, oraz z kwintetem smyczkowym Collegium Musicum.
Od początku lat 90. w. pracuje jako muzyk sesyjny, nagrywał z takimi wykonawcami jak: Spooko, Closterkeller, De Press, Firebirds, Grejfrut, Kasa, Lizar, Łzy, Mafia, Maybe-b, Perfect, Szwagierkolaska, Teatr Kobiet, Tosteer, T-raperzy znad Wisły, Wilki, Maryla Rodowicz, Ilona Sojda, Wojciech Gąssowski, Stan Borys, Riverside.
W 2002 roku Michał Jelonek nawiązał współpracę z formacją Hunter wraz z którą nagrał sześć albumów studyjnych. 3 grudnia 2007 roku ukazała się pierwsza solowa płyta muzyka zatytułowana Jelonek.
W czerwcu 2009 roku Jelonek został nagrodzony w plebiscycie Świętokrzyskie Nagrody Muzyczne Scyzoryki 2009 w kategorii Wykonawca Instrumentalista. W 2010 roku nakładem firmy Złoty Melon ukazało się pierwsze wydawnictwo DVD Jelonka zatytułowane Przystanek Woodstock.
Od 2018 jest jednym z jurorów talent-show telewizji Polsat Śpiewajmy razem. All Together Now.

## Dyskografia
| 2007                           | Jelonek - Data: 3 grudnia 2007 - Wydawca: Mystic Production               | 40 |
| 2010                           | Przystanek Woodstock (DVD) - Data: 10 grudnia 2010 - Wydawca: Złoty Melon | –  |
| 2011                           | Revenge - Data: 7 listopada 2011 - Wydawca: Mystic Production             | 23 |
| 2019                           | Classical Massacre - Data: 15 listopada 2019 - Wydawca: Mystic Production | 29 |
| „—” pozycja nie była notowana. |                                                                           |    |

| 2008                           | „Akka"        | –  | – | 13 | Jelonek |
| 2012                           | „Violmachine” | 32 | – | 20 | Revenge |
| 2012                           | „Harmattan"   | –  | 1 | –  | Revenge |
| „—” pozycja nie była notowana. |               |    |   |    |         |

| Rok  | Tytuł                                                     | Źródło |
| ---- | --------------------------------------------------------- | ------ |
| 1994 | Ankh – Ankh (Mega Czad)                                   | [ 15 ] |
| 1995 | Closterkeller – Scarlet (Izabelin Studio)                 | [ 16 ] |
| 1998 | Ankh – ... będzie tajemnicą (Folk)                        | [ 17 ] |
| 1998 | Firebirds – Trans... (Izabelin Studio)                    | [ 18 ] |
| 2002 | Maryla Rodowicz – Życie ładna rzecz (Universal Music)     | [ 19 ] |
| 2003 | Spooko – Spooko Panie Wiśniewski (Universal Music)        | [ 20 ] |
| 2003 | Hunter – Medeis (Polskie Radio)                           | [ 21 ] |
| 2003 | Ankh – Expect Unexpected (Metal Mind Productions)         | [ 22 ] |
| 2004 | Perfect – Schody (Universal Music)                        | [ 23 ] |
| 2005 | Hunter – T.E.L.I... (Metal Mind Productions)              | [ 24 ] |
| 2005 | Mafia – Vendetta (Offmusic)                               | [ 25 ] |
| 2006 | Hunter – HolyWood (Metal Mind Productions)                | [ 26 ] |
| 2008 | Kora – Metamorfozy (Universal Music)                      | [ 27 ] |
| 2009 | Hunter – HellWood (Mystic Production)                     | [ 28 ] |
| 2010 | Love De Vice – Numaterial (Blackfield Media)              | [ 29 ] |
| 2010 | Maciej Maleńczuk, Paweł Kukiz – Starsi panowie (QL Music) | [ 30 ] |
| 2011 | Hunter – XXV lat później (Mystic Production)              | [ 31 ] |
| 2012 | Hunter – Królestwo (Tune Project)                         | [ 32 ] |
| 2012 | Bednarek – Jestem... (Lou & Rocked Boys)                  | .      |
| 2013 | Bednarek – Jestem...suplement (Lou & Rocked Boys)         | [ 34 ] |
| 2015 | Bednarek – Oddycham (Lou & Rocked Boys)                   | [ 35 ] |
| 2016 | Hunter – Niewolność (Pit Studio)                          | [ 36 ] |
| 2018 | Riverside – Wasteland (Mystic Production)                 | [ 37 ] |
| 2018 | White Highway – Hittin' The Road (Lynx Music)             | [ 38 ] |

## Nagrody i wyróżnienia
| Rok  | Kategoria                                      | Nagroda                                    | Uwagi      |
| ---- | ---------------------------------------------- | ------------------------------------------ | ---------- |
| 2010 | album roku metal (Hunter – HellWood)           | Fryderyk                                   | Nominacja. |
| 2011 | DVD roku (Jelonek – Przystanek Woodstock 2010) | Plebiscyt Metal Hammer, 2010               | 5 miejsce  |
| 2011 | Instrumentalista polski                        | Teraz Najlepsi, Plebiscyt Teraz Rock, 2010 | 2 miejsce  |
| 2011 | DVD roku (Jelonek – Przystanek Woodstock 2010) | Teraz Najlepsi, Plebiscyt Teraz Rock, 2010 | 4 miejsce  |
| 2012 | Album roku metal (Hunter – XXV lat później)    | Fryderyk                                   | Nominacja  |
| 2012 | Album roku metal (Jelonek – Revenge)           | Fryderyk                                   | Nominacja  |